# Gerald Cash
Sir Gerald Christopher Cash (Nassau, 28 maggio 1917 – 6 gennaio 2003) è stato un politico inglese.

## Biografia
Studiò presso la Eastern Senior High School e il Government High School a Nassau. Dopo aver completato i suoi studi in legge, il 25 ottobre 1940, divenne consulente legale e avvocato presso la Corte Suprema delle Bahamas.
Nel maggio 1949 divenne un membro del parlamento. Nel 1960 venne nominato magistrato. Nel 1962 fu un rappresentante ufficiale delle Bahamas alle celebrazioni dell'indipendenza della Giamaica così come Trinidad e Tobago.
Nel 1969 divenne un membro del Senato, carica che mantenne fino al 1979. Dopo è stato vice presidente del Senato (1970–1972), presidente del Senato (1972–1973). Dopo la morte di Milo Butler, il 22 gennaio 1979, venne nominato dalla Regina come il nuovo Governatore generale.

## Morte
Sposò Dorothy Long, dalla quale ebbe tre figli. Morì il 6 gennaio 2003 a causa di un ictus.